# Нижня Тарнава (гміна)
Гміна Тарнава Нижня — колишня (1934–1939 рр.) сільська ґміна Турківського повіту Львівського воєводства Польської республіки. Центром ґміни було село Тарнава Нижня.
Гміна Тарнава Нижня було утворено 1 серпня 1934 р. у межах адміністративної реформи в II Речі Посполитій із дотогочасних сільських ґмін: Буковець, Дидьова, Дзвиняч Горішній, Локоть, Соколики, Шандровець, Тарнава Нижня, Тарнава Вижня.